# エアポート'75
『エアポート'75』（Airport 1975）は、1974年に公開された航空パニック映画である。主演はチャールトン・ヘストン、監督はジャック・スマイトが務めた。

## 内容
満員の乗客を乗せたコロンビア航空409便ボーイング747は、ワシントンD.C.のダレス国際空港を離陸した。乗員は、機長のスティシー（エフレム・ジンバリスト・Jr）、主任客室乗務員のナンシー（カレン・ブラック）他が乗務していた。乗客として、映画女優のスワンソン（グロリア・スワンソン）、腎臓移植手術を控えているジャニス（リンダ・ブレア）、親子でワシントン見物に来ていたコロンビア航空副社長夫人のヘレン（スーザン・クラーク）、シスター・ルース（ヘレン・レディ）らが搭乗していた。
409便はロサンゼルスへ向かう予定だったが、濃霧のためソルトレイクシティへ向け着陸の態勢に入った。その時に操縦士が心臓発作で操縦できなくなった自家用ビーチクラフト機が409便の機首に衝突し、操縦室の一部が大破した。これによりユリアス副操縦士（ロイ・シネス）は機外へ放り出され、航空機関士のフリオ（エリック・エストラーダ）は即死、スティシー機長は重傷を負った。操縦士たちを失った409便は、ナンシーの手に委ねられた。事態を知った副社長のパトローニ（ジョージ・ケネディ）は、ナンシーの恋人で元747機の教官だったマードック（チャールトン・ヘストン）と共に、120人の乗客乗員を救うべく、航空無線でナンシーに操縦の指示を出して時間を稼ぎつつ、救出作戦を立案していた。ところが頼みの無線は、破損していた航空機側の無線機の不調により通信が途絶えた。そんな状況で、409便の行く手には山が迫るのだった。

## 作品解説
本作は、1970年に制作された映画『大空港』の続編である。前作が人間ドラマに重点を置いていたのに対し、本作はジャンボ機の救出劇を中心に据えており、1970年代のパニック映画ブームを形作った作品の1つに数えられる。前作の『大空港』の原作者アーサー・ヘイリーは、続編が作られるなど思っていなかったものの、この『大空港』が映画化された際の契約書を確認したところ、続編の制作が可能と書かれていたという。そのような中で、ストーリーにヘイリーは全く関与しておらず、映画オリジナルの内容で制作された。続編とは言え、舞台の空港も登場人物も異なっており、ただ1人、ジョージ・ケネディ演ずるジョー・パトローニが前作に引き続いて登場しているのみである。
制作総指揮はユニバーサル映画の当時の副社長であった、ジェニングス・ラングが務めた。彼は同時期に、やはりパニック映画の『大地震』を、同じチャールトン・ヘストンとジョージ・ケネディの出演で制作していた。そのため、本作は『大地震』の余った制作費で作られたという噂も流れた。真偽の程は不明だが、『大地震』の700万ドルに対し、本作は300万ドルと半分以下の制作費であった。経費削減のためかどうかはともかく、制作のウィリアム・フライ、脚本のドン・インガルス、監督のジャック・スマイトは、いずれもテレビドラマ出身者である。
出演は、名優チャールトン・ヘストンの他、『ファイブ・イージー・ピーセス』（1970）でアカデミー助演女優賞にノミネートされたカレン・ブラック、『エクソシスト』でゴールデングローブ助演女優賞を得たリンダ・ブレア。また『サンセット大通り』（1950）などで何度もアカデミー主演女優賞にノミネートされてきた往年の名女優グロリア・スワンソンが、本人役で出演している。一方で、409便の操縦スタッフはテレビ界からの参加者で占められ、機長は『FBIアメリカ連邦警察』のエフレム・ジンバリスト・Jr、副操縦士は『インベーダー』のロイ・シネス、機関士は後に『白バイ野郎ジョン&パンチ』でブレイクするエリック・エストラーダであった。また、1973年にグラミー賞を受賞したポップ・シンガーのヘレン・レディがシスター役で出演し、ギターの弾き語りを行っている。
日本で本作は、1975年度における外国映画の興行成績で第7位であった。
『Airport』はシリーズ化され全部で4作が制作された。本作は、その第2弾である。ジョージ・ケネディは、4作全てでジョー・パトローニ役を演じたものの、1作ごとに役職が異なっている。前作『大空港』ではトランス・ワールド航空（実在したが現在はアメリカン航空に吸収合併された）の整備士だったが、本作では架空の航空会社であるコロンビア航空の副社長に就任していた。
なお、本作の飛行・着陸シーンは、その後テレビドラマ『超人ハルク』『乱気流ファイナルミッション』の1エピソードに流用されている。
1995年に、初めてCD盤オリジナル・サウンドトラックが国内で発売された。

## 登場人物
アラン・マードック
演 - チャールトン・ヘストン
元747機の教官。ナンシーの恋人。
ナンシー・プライア
演 - カレン・ブラック
主任客室乗務員。パイロットがいなくなり、自分が操縦することになる。
スティシー
演 - エフレム・ジンバリスト・Jr
機長。
ヘレン・パトローニ
演 - スーザン・クラーク
コロンビア航空副社長夫人。
シスター・ルース
演 - ヘレン・レディ
乗客の一人。
ジャニス・アボット
演 - リンダ・ブレア
腎臓移植手術を控えている少女。
フリオ
演 - エリック・エストラーダ
航空機関士。
ユリアス
演 - ロイ・シネス
副操縦士。
ジョー・パトローニ
演 - ジョージ・ケネディ
コロンビア航空副社長。生存した家族とも再会できた。
スワンソン
演 - グロリア・スワンソン
映画女優。自叙伝を書いている。
バーニー
演 - シド・シーザー
喜劇俳優。
ジョセフ
演 - ブライアン・モリソン
ヘレンの息子。
アレクサンダー
演 - エド・ネルソン
少佐。救助活動をするがロープのフックが外れて上空に吹き飛ばされてしまう。
ディバニー夫人
演 - マーナ・ロイ
飲んだくれの女性。
ミセス・アボット
演 - ナンシー・オルソン
ジャニスの母。
スコット・フリーマン
演 - ダナ・アンドリュース
会社の重役。
ベティ
演 - クリストファー・ノリス
ナンシーの後輩。
パーセル
テレビ局の人間。

## スタッフ
- 監督 - ジャック・スマイト
- 制作 - ウイリアム・フライ
- 音楽 - ジョン・カカバス
- 脚本 - ドン・インガルス
- 撮影 - フィリップ・ラスロップ

## キャスト
| 役名                 | 俳優                       | 日本語吹替                                                |
| 役名                 | 俳優                       | フジテレビ版 （BD追加収録部分）                           |
| -------------------- | -------------------------- | --------------------------------------------------------- |
| アラン・マードック   | チャールトン・ヘストン     | 納谷悟朗 （関智一）                                       |
| ナンシー・プライア   | カレン・ブラック           | 鈴木弘子                                                  |
| スティシー           | エフレム・ジンバリスト・Jr | 黒沢良 （土師孝也）                                       |
| ヘレン・パトローニ   | スーザン・クラーク         | 杉田郁子 （生田ひかる）                                   |
| シスター・ルース     | ヘレン・レディ             | 池田昌子                                                  |
| スコット・フリーマン | ダナ・アンドリュース       | 穂積隆信                                                  |
| ジャニス・アボット   | リンダ・ブレア             | 横沢啓子 （山田唯菜）                                     |
| ミセス・アボット     | ナンシー・オルソン         | 沢田敏子                                                  |
| アレクサンダー少佐   | エド・ネルソン             | 野島昭生                                                  |
| フリオ               | エリック・エストラーダ     | 富山敬 （中村源太）                                       |
| ユリアス             | ロイ・シネス               | 伊武雅刀 （岩川拓吾）                                     |
| ジョー・パトローニ   | ジョージ・ケネディ         | 若山弦蔵 （土師孝也）                                     |
| スワンソン           | グロリア・スワンソン       | 中西妙子 （木村香央里）                                   |
| ウィニー             | リンダ・ハリソン           | 恵比寿まさ子                                              |
| サム                 | ジェリー・スティラー       | 緑川稔                                                    |
| シスター・ベアトリス | マーサ・スコット           | 中村紀子子                                                |
| ディバニー夫人       | マーナ・ロイ               | 水城蘭子 （木村香央里）                                   |
| バーニー             | シド・シーザー             | 緒方敏也                                                  |
| 犬を連れた乗客       | アリス・ナン               | 中村紀子子                                                |
| 乗客                 | クライド・クサツ           | ？                                                        |
| ビル                 | ノーマン・フェル           | 早野寿郎                                                  |
| エミー               | エイミー・ファーレル       | 吉田理保子                                                |
| アニー               | コンラッド・ジャニス       | 上田敏也                                                  |
| ジョセフ             | ブライアン・モリソン       | 岡村勝                                                    |
| ベティ               | クリストファー・ノリス     | 岡本茉利 （花園愛美）                                     |
| その他               | N/A                        | 村越伊知郎 加藤正之 清川元夢 中川まり子 小林恭治 渡辺典子 |
| 日本語版スタッフ     |                            |                                                           |
| 演出                 | N/A                        | 春日正伸 （吉田啓介）                                     |
| 翻訳                 | N/A                        | 山田実                                                    |
| 効果                 | N/A                        | PAG                                                       |
| 調整                 | N/A                        | 栗林秀年                                                  |
| プロデューサー       | N/A                        | 山崎宏                                                    |
| 解説                 | N/A                        | 高島忠夫                                                  |
| 製作                 | N/A                        | グロービジョン                                            |
| 初回放送             | N/A                        | 1977年10月21日 『ゴールデン洋画劇場』 21:00-23:24         |

※日本語吹替はノーカット放送。DVD版には再放送で90分程に短縮された音源を収録し、一部は原盤の英語音声を使用した。また、2019年現在初回放送時の音源は紛失しているため当時の録画や録音が一般公募されていたものの、見つからなかったため2020年4月2日に発売のブルーレイディスク版には代役（鈴木、池田のみ再登板）で追加収録した物が発売された 。

## 書籍
- 『エアポート'75』：リンダ・スチュアート著、沢川進 訳、早川書房 刊（絶版）